# セドリック・ブルナー
- セドリック・ブルンナー

セドリック・ブルナー（Cédric Brunner, 1994年2月17日 - ）は、スイス・チューリッヒ州ツオリコン出身のサッカー選手。シャルケ04所属。ポジションはDF。

## クラブ経歴
2014年に地元のFCチューリッヒのトップチームに昇格。2014-15シーズンはライファイゼン・スーパーリーグで5試合に出場。翌2015-16シーズンに先発に定着し、リーグ戦23試合に出場。国内カップ戦スイス・カップで優勝するも、リーグ最下位に終わり、チャレンジリーグ (2部リーグ)に降格。2016-17シーズンは2部リーグで優勝し、1年で1部に復帰すると、2017-18シーズンは再びスイス・カップで優勝を経験した。
2018年7月1日、アルミニア・ビーレフェルトと契約。2020年6月20日には2022年までの契約に合意。2019-20シーズンはツヴァイテリーガ (2部リーグ)で優勝し、2008-09シーズン以来のブンデスリーガ復帰に貢献した。
2022年7月7日、シャルケ04と2年契約を結んだ。

## 人物
- 2020年9月26日、アルミニア・ビーレフェルトは1.FCケルンに1-0で勝利し、12年振りのブンデスリーガ勝利を挙げた。その試合後、堂安律が自身のインスタグラムに、ブルナーと共に喜びを分かち合う姿を投稿したことが話題になった[3][4]。

## タイトル

### クラブ
FCチューリッヒ
- スイス・カップ : 2016, 2018

アルミニア・ビーレフェルト
- 2.ブンデスリーガ : 2019-20